# ماکرو (ماهی)
ماکرو با نام علمی (Labidochromis caeruleus)، که بسته به رنگ با نام‌های ماکروی زرد، سیچلاید الکتریکی زرد، هاپ رگه آبی و شاهزاده زرد شناخته می‌شود، یک گونه سیچلاید بومی منطقه ساحلی غرب مرکزی دریاچه مالاوی در شرق آفریقا است. این ماهی دارای نوعی رنگ زرد طبیعی (Lion's Cove) است که آن را تبدیل به یکی از محبوب‌ترین سیچلایدها در بین علاقه مندان به آکواریوم کرده‌است.
ماکروهای زرد الکتریکی در آب با pH بین ۷٫۸ تا ۸٫۹ و محدوده دمایی ایده‌آل ۲۳–۲۶ درجه سانتیگراد (۷۳٫۴–۷۸٫۸ درجه فارنهایت) زندگی می‌کنند. نرهای بزرگ ممکن است تا ۱۵ سانتیمتر (۵٫۹ اینچ) نیز رشد کنند.

## در آکواریوم
ماکروها در مقایسه با سایر سیچلایدهای آفریقایی صلح جو هستند. با وجود این، مانند تمام سیچلایدهای دریاچه مالاوی، بهتر است آنها را در آکواریوم‌های تخصصی سیچلایدها با دیگر بوناها نگهداری کنید و همانند بیشتر سیچلایدها، ماکروها را نباید با گونه‌های دیگر آکواریومی آب شیرین مانند زبرا دانیو یا نئون تترا نگهداری کرد، آنها ممکن است باله سایر گونه‌های صلح آمیز را از بین ببرند. بین سیچلایدهای دریاچه آفریقا و دیگر گونه‌های ماهی. این ماهی بیشتر با سیچلایدهای دریاچه‌های آفریقایی متشکل از سایر گونه‌های مالاوی مناسب است. در یک محیط آکواریوم، باید زیستگاه طبیعی با سنگ‌ها و غارها با یک بستر شنی شبیه محیط طبیعی زندگی آنها شبیه‌سازی شود. رژیم غذایی آنها باید بیشتر از غذاهای خشک مخصوص سیچلاید بوده و با غذاهایی مانند کریل، کرم‌های خونی، میگوی شور و تکه‌های اسپیرولینا تکمیل شود. از تغذیه ماکرو با بچه ماهی قرمز و سایر ماهی‌ها خودداری کنید، زیرا احتمالاً ناقل بیماری‌هایی هستند که به سیچلایدهای شما آسیب می‌رساند.